# حنيف قريشي
حنيف قريشي (بالإنجليزية: Hanif Kureishi)‏ (ولد 1954 م) كاتب إنكليزي من أصل باكستاني.
عرضت أولى مسرحياته في 1976 م بعنوان «تبليل الحرارة» ثم عام 1980 «الأم البلد» التي فاز بجائزة تليفزيون ثايمس المسرحية.
في عام 1990 م أصدر قريشي أول رواية له «بوذا الضواحي».